# Giovanni Morelli
Giovanni Morelli (Verona, 25 de febrer de 1816 – Milà, 28 de febrer de 1891) fou un polític i historiador d'art italià. Com a historiador de l'art desenvolupà la tècnica d'atribució "morelliana", basada en l'anàlisi comparativa d'alguns detalls morfològics dels personatges d'un quadre.
Morelli estudià medicina a Suïssa i Alemanya, on aprengué anatomia a la Universitat de Múnic. En aquesta època estudià la morfologia de Goethe, la fisiognomia de Lavater, la fil·losofia natural de F. Schelling i es feu amic de Bettina von Arnim. La seva tècnica, un cop plenament desenvolupada, fou publicada amb el títol Die Werke Italienischer Meister, ("L'obra dels mestres italians"); aparegué sota el pseudònim "Ivan Lermolieff", que és un anagrama del seu nom real.
El mètode de Morelli es basa en pistes suggerides per petits detalls, en traços inconscients del pintor que no són fàcils d'imitar. La identitat de l'artista s'expressa amb més fidelitat en els detalls que passen més desapercebuts. Aquest mètode es basa en la medicina, amb la identificació d'una malaltia a través dels seus símptomes, cadascun dels quals poden semblar trivials per sí sols.
La primera generació d'estudiosos morellians inclou Gustavo Frizzoni, Johann Paul Richter, Adolfo Venturi i Constance Jocelyn Ffoulkes. La tècnica de Morelli fou millorada per Bernard Berenson, qui el va conèixer l'any 1890, i penetrà dins l'àmbit anglès l'any 1893, amb la traducció de l'obra de Morelli. A Catalunya el gran representant de l'aplicació del mètode de Morelli és Josep Gudiol Ricart. J.D. Beazley va estendre la tècnica morelliana a l'estudi dels pintors de vasos àtics, y Michael Roaf a l'estudi dels relleus de Persèpolis, amb resultats que confirmaren la seva validesa. Un gran nombre d'escultures anònimes dels segles XV i XVI es van poder atribuir amb certesa. Així mateix, l'anàlisi modern d'escultura de la Grècia clàssica ha deixat de banda les atribucions basades en amplis conceptes de tema i estil, que es reflecteixen en còpies i posteriors imitacions romanes, i ha passat a  les tècniques pioneres de Brunilde Sismondo Ridgway.
El camp complementari de la història de l'art documentada té els seus orígens en l'obra de Joseph Archer Crowe i Giovanni Battista Cavalcaselle.
El mètode de Morelli de trobar l'essència i el significat ocult en els detalls ha tingut un gran ressò cultural. Hi ha referències a la seva obra en les novel·les de Sherlock Holmes i a les obres de Sigmund Freud. Tant Freud com Conan Doyle tenien coneixements mèdics, igual que Morelli.
El mètode Morelli fou reexaminat per R. Wollheim a l'obra "Giovanni Morelli and the origins of scientific connoisseurship", On Art and the Mind: Essays and Lectures, 1973.